# Station Groot-Bijgaarden
Station Groot-Bijgaarden is een spoorwegstation langs spoorlijn 50 (Brussel - Gent) in Groot-Bijgaarden, een deelgemeente van de gemeente Dilbeek. Het is nu een stopplaats. Het station ligt even ten zuidoosten van het centrum van Groot-Bijgaarden, maar is ervan gescheiden door de Brusselse Ring. In de nabijheid van het station eindigt de Brusselse tramlijn 19 (De Wand - Simonis - Groot-Bijgaarden).
Het stationsgebouw was van het type 1893 R4. Restanten van het afgebroken gebouw zijn hergebruikt voor een kunstwerk (openlucht wachtzaal).
In het kader van het Gewestelijk ExpresNet werden de perrons vernieuwd en kwam er een nieuwe fietsenstalling.

## Treindienst
| Serie | Treinsoort | Route                                                                | Bijzonderheden                                   |
| ----- | ---------- | -------------------------------------------------------------------- | ------------------------------------------------ |
| S 4   | GEN (NMBS) | Aalst – Groot-Bijgaarden – Brussel-Schuman – Mechelen                | Rijdt alleen op werkdagen.                       |
| S 10  | GEN (NMBS) | Dendermonde – Brussel-West – Brussel-Zuid – Groot-Bijgaarden – Aalst | Tijdens de spits extra ritten Aalst-Brussel-Zuid |

## Galerij

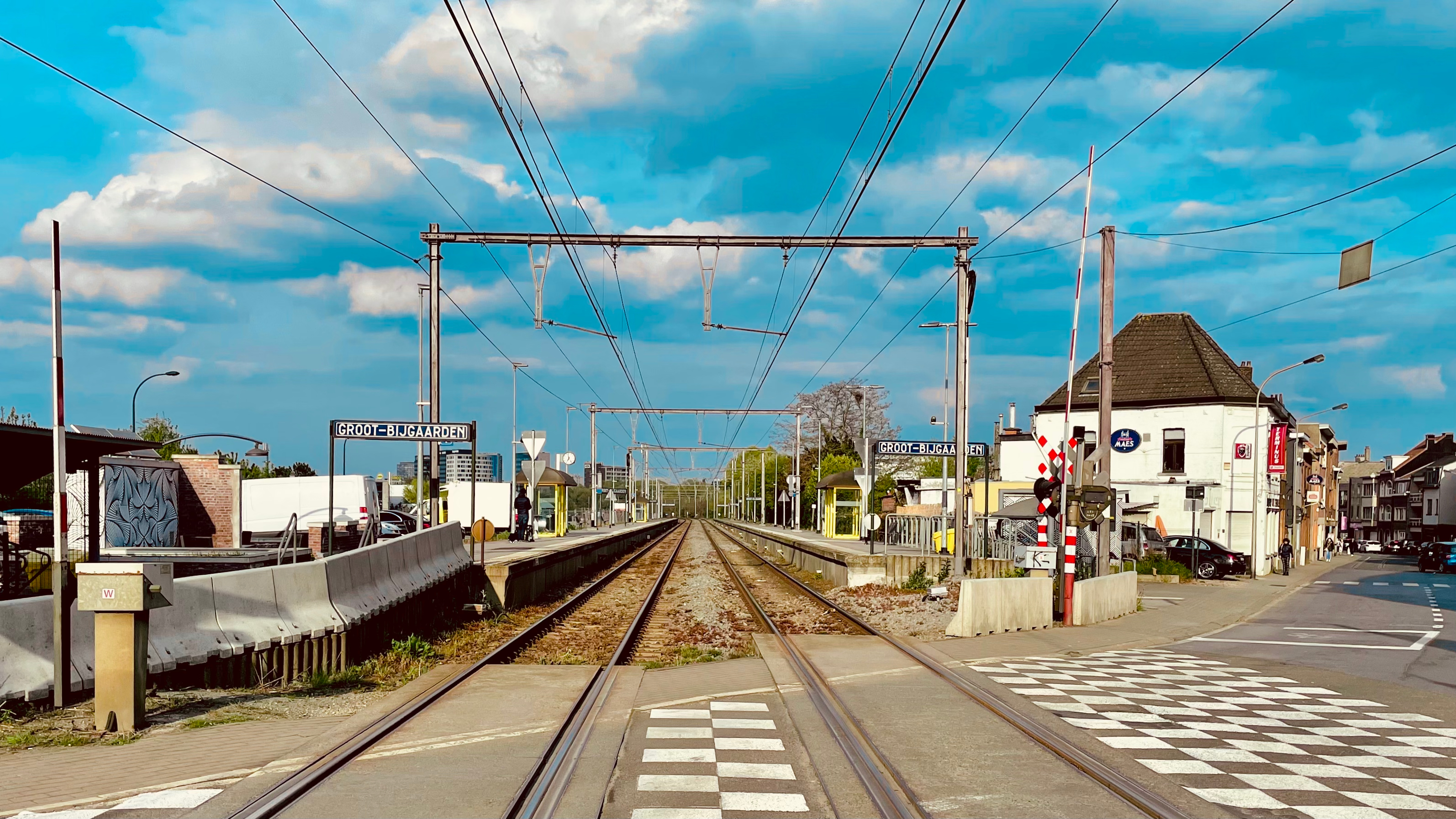
Overweg aan het station
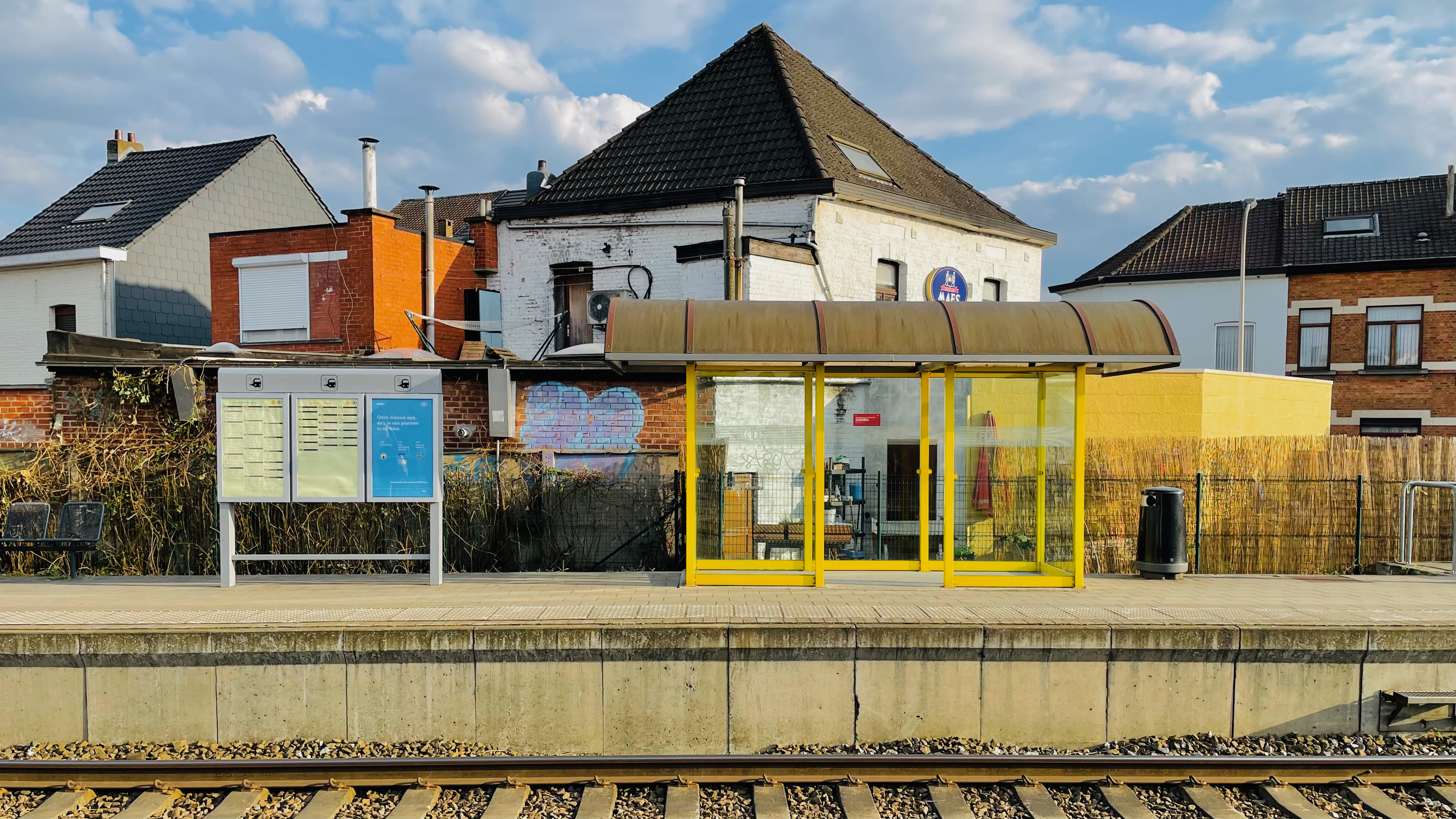
Het perron
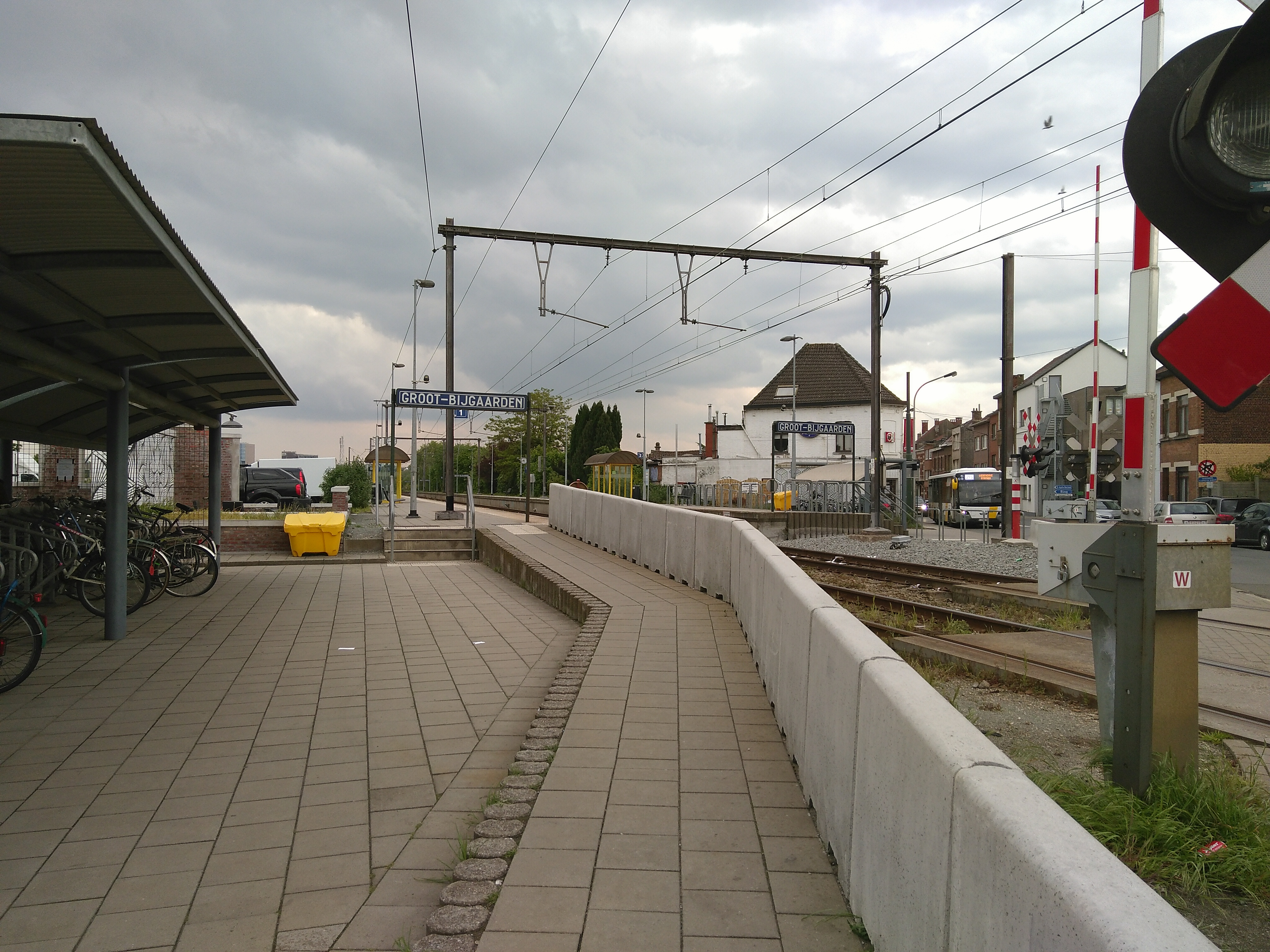
Toegang tot station

## Reizigerstellingen
De grafiek en tabel geven het gemiddeld aantal instappende reizigers weer op een week-, zater- en zondag.
| Tabel: aantal instappende reizigers station Groot-Bijgaarden | Tabel: aantal instappende reizigers station Groot-Bijgaarden | Tabel: aantal instappende reizigers station Groot-Bijgaarden | Tabel: aantal instappende reizigers station Groot-Bijgaarden |
|                                                              | Weekdag                                                      | Zaterdag                                                     | Zondag                                                       |
| ------------------------------------------------------------ | ------------------------------------------------------------ | ------------------------------------------------------------ | ------------------------------------------------------------ |
| 1977                                                         | 488                                                          | 95                                                           | 63                                                           |
| 1978                                                         | 569                                                          | 86                                                           | 61                                                           |
| 1979                                                         | 508                                                          | 89                                                           | 59                                                           |
| 1980                                                         | 510                                                          | 105                                                          | 80                                                           |
| 1981                                                         | 453                                                          | 81                                                           | 69                                                           |
| 1982                                                         | 302                                                          | 42                                                           | 45                                                           |
| 1983                                                         | 431                                                          | 74                                                           | 80                                                           |
| 1984                                                         | 406                                                          | 54                                                           | 42                                                           |
| 1985                                                         | 379                                                          | 59                                                           | 55                                                           |
| 1986                                                         | 337                                                          | 61                                                           | 46                                                           |
| 1987                                                         | 340                                                          | 77                                                           | 51                                                           |
| 1988                                                         | 347                                                          | 75                                                           | 42                                                           |
| 1989                                                         | 365                                                          | 62                                                           | 38                                                           |
| 1990                                                         | 454                                                          | 58                                                           | 40                                                           |
| 1991                                                         | 405                                                          | 60                                                           | 57                                                           |
| 1992                                                         | 317                                                          | 67                                                           | 43                                                           |
| 1993                                                         | 296                                                          | 59                                                           | 30                                                           |
| 1994                                                         | 268                                                          | 48                                                           | 28                                                           |
| 1995                                                         | 237                                                          | 55                                                           | 25                                                           |
| 1996                                                         | 320                                                          | 44                                                           | 49                                                           |
| 1997                                                         | 296                                                          | 43                                                           | 45                                                           |
| 1998                                                         | 290                                                          | 50                                                           | 23                                                           |
| 1999                                                         | 306                                                          | 46                                                           | 34                                                           |
| 2000                                                         | 317                                                          | 40                                                           | 35                                                           |
| 2001                                                         | 358                                                          | 57                                                           | 56                                                           |
| 2002                                                         | 298                                                          | 62                                                           | 42                                                           |
| 2003                                                         | 353                                                          | 59                                                           | 46                                                           |
| 2004                                                         | 365                                                          | 62                                                           | 42                                                           |
| 2005                                                         | 434                                                          | 90                                                           | 52                                                           |
| 2006                                                         | 422                                                          | 72                                                           | 40                                                           |
| 2007                                                         | 410                                                          | 64                                                           | 46                                                           |
| 2008                                                         | -                                                            | -                                                            | -                                                            |
| 2009                                                         | 474                                                          | 54                                                           | 60                                                           |
| 2010                                                         | -                                                            | -                                                            | -                                                            |
| 2011                                                         | -                                                            | -                                                            | -                                                            |
| 2012                                                         | 494                                                          | 77                                                           | 55                                                           |
| 2013                                                         | 479                                                          | 70                                                           | 36                                                           |
| 2014                                                         | 501                                                          | 69                                                           | 54                                                           |
| 2015                                                         | 453                                                          | 67                                                           | 61                                                           |
| 2016                                                         | 408                                                          | 99                                                           | 62                                                           |
| 2017                                                         | 421                                                          | 93                                                           | 86                                                           |
| 2018                                                         | 442                                                          | 96                                                           | 94                                                           |
| 2019                                                         | 514                                                          | 101                                                          | 72                                                           |
| 2020                                                         | 332                                                          | 44                                                           | 39                                                           |
| 2021                                                         | -                                                            | -                                                            | -                                                            |
| 2022                                                         | 554                                                          | 166                                                          | 137                                                          |
| 2023                                                         | 561                                                          | 171                                                          | 153                                                          |
| 2024                                                         | 568                                                          | 292                                                          | 257                                                          |

0,0: Brussel-Noord ·
1,0: Koninklijk Station ·
2,4: Laken ·
3,2: Bockstael ·
4,1: Jette ·
7,6: Sint-Agatha-Berchem ·
8,9: Groot-Bijgaarden ·
11,0: Dilbeek ·
13,7: Sint-Martens-Bodegem ·
15,6: Ternat-Brusselsesteenweg ·
16,7: Ternat ·
20,3: Essene-Lombeek ·
21,9: Liedekerke ·
23,8: Denderleeuw ·
26,7: Erembodegem ·
29,7: Aalst ·
34,5: Lede ·
37,0: Serskamp ·
40,3: Schellebelle ·
43,1: Wetteren ·
46,9: Kwatrecht ·
49,5: Melle ·
52,6: Merelbeke ·
Ledeberg ·
55,6: Gent-Sint-Pieters